# 禁忌故事
禁忌故事（英語：Forbidden Stories，又译禁忌報導）是一个非营利组织，其宗旨是“为面临威胁、监禁或谋杀的记者们后继工作、发表作品”（英語："to continue and publish the work of other journalists facing threats, prison, or murder."）。为此，它允许记者将他们的作品发送给禁忌故事，以便其他记者在原调查人员无法继续跟进的情况下能够获得这些材料。其与无国界记者和新闻自由基金会等组织合作。
该组织在国际上受到哥伦比亚新闻评论、每日时报、德国广播电台、卫报、世界报和比利时法语社群广播电视的好评。
2018年3月，它在法国年度新闻峰会上获得了“年度新闻项目”大奖，并在2019年入围欧洲新闻奖的创新类别。

## 背景
禁忌故事的想法是由法国调查记者兼电影制作人洛朗·理查德洛朗·理查德 (Laurent Richard) 于2015年提出的，此前，2015年1月7日，恐怖组织阿拉伯半岛基地组织成员在查理周刊枪击案中杀害了12人，另有11人受伤，所有遇难者都是记者和漫画家。查理周刊的办公室就在理查德工作地点附近。
达芙妮·卡鲁阿纳·加利西亚于2017年10月16日在汽车炸弹爆炸中丧生。2017年10月30日，无国界记者 (RSF) 和非政府组织自由之声网络宣布启动“禁忌故事”计划，这是一个安全的加密在线平台，允许受到威胁的记者上传他们的作品并保护他们的数据和信息。由洛朗·理查德创立的禁忌故事允许记者继续对“沉默”记者进行调查报道，并向广大受众揭露他们的故事。“禁忌故事”的目的是“通过备份记者的工作来阻止对记者的潜在攻击，并公布卡鲁阿纳·加利西亚等同事被谋杀和失踪的事件”。禁忌故事继续“被杀害、监禁或丧失工作能力的记者的工作”。
理查德说，达芙妮计划是仿效过去涉及谋杀其他记者的类似倡议，例如亚利桑那计划，在该计划中，38名美国记者在唐·博尔斯于1976年被谋杀后完成了他的调查工作。2015年，有组织犯罪和腐败报道计划 (OCCRP) 的卡蒂嘉·伊斯梅的同事在她被囚禁在阿塞拜疆后，通过卡蒂嘉计划继续她关于“巴库统治家族的腐败和逃税”的工作。巴西调查新闻协会 (ABRAJI) 是一个巴西调查新闻非政府组织，它接替了蒂姆·洛佩斯的工作，后者在2002年因报道里约热内卢的贩毒活动而被活活烧死。

## 故事
禁忌故事为已身故的记者们后继工作：
- 在米罗斯拉瓦·布雷奇（英语：Miroslava Breach）被谋杀后，禁忌故事继续与啤令貓[17]和“拉丁美洲调查新闻中心”合作，调查人权侵犯、贩毒和政府腐败。[18][19]
- 在“绿色血液”计划中，13名因报道环境问题而被杀害的记者的工作仍在继续：克里斯平·佩雷斯、德西德里奥·卡曼吉安（英语：Desidario Camangyan）、阿尔迪安夏·马特拉伊斯、赫拉尔多·奥尔特加（英语：Gerardo Ortega）、达里奥·费尔南德斯·哈恩、维苏特·唐维塔亚蓬（英语：Wisut Tangwittayaporn）、杭·塞雷·奥多姆（英语：Hang Serei Odom）赛·雷迪（英语：Sai Reddy）、米哈伊尔·贝克托夫（英语：Mikhail Vasilyevich Beketov）、贾根德拉·辛格（英语：Murder of Jagendra Singh）、索·莫·吞（英语：Soe Moe Tun）、卡伦·米斯拉和玛丽亚·埃菲热尼亚·巴斯克斯·阿斯图迪约（英语：Efigenia Vásquez Astudillo）。[20][21]
- 对厄瓜多尔记者哈维尔·奥尔特加、摄影师保罗·里瓦斯及其司机埃夫兰·塞加拉被绑架和谋杀的调查是“致命边界”的一部分。[22][23]
- 在达芙妮·卡鲁阿纳·加利西亚被谋杀后，禁忌故事继续在达芙妮计划（英语：The Daphne Project）中进行调查。[24][25]
- 哈维尔·瓦尔迪兹·卡德纳斯在调查锡那罗亚贩毒集团后被杀。[26][27]
- 塞西利奥·皮内达在声称当地官员与墨西哥毒贩之间存在联系后被杀。[28][29]
- 在艾哈迈德·侯赛因·苏阿雷（英语：Ahmed Hussein-Suale）被暗杀后，对加纳足球腐败的调查仍在继续。[30][31]
- 在“卡特尔计划”中，蕾吉娜·马丁内斯（英语：Regina Martínez Pérez）关于“数千名神秘失踪的人”[32]和墨西哥贩毒集团的报道仍在继续。[33]
- 作为一项名为“故事杀手”的虚假信息调查的一部分，高丽·兰凯什的工作仍在继续。该调查系列还曝光了豪尔赫团队（英语：Team Jorge）。[34]

2021年，禁忌故事是一个调查记者团队的成员，该团队发表了飞马计划，内容是关于针对活动人士和记者的NSO间谍软件（飞马）。

## 支持者
著名的支持者有：
- 詹·顿达尔（英语：Can Dündar），土耳其报纸《共和国报》前总编辑
- 卡蒂嘉·伊斯梅（英语：Khadija Ismayilova），阿塞拜疆调查记者
- 玛丽娜·沃克·格瓦拉，总部位于美国的国际调查记者同盟副主任[37]
- 巴斯蒂安·奥伯迈尔（英语：Bastian Obermayer），普利策奖获得者，《南德意志报》的德国调查记者
- 法布里斯·阿尔菲，法国网络报纸《Mediapart》（英语：Mediapart）调查部门联席主管[38]
- 威尔·波特，美国调查记者